# Castello (Livinallongo del Col di Lana)
Castello (Ciastèl in ladino) è una frazione di Livinallongo del Col di Lana, in provincia di Belluno.

## Descrizione
Si tratta di un minuscolo borgo di montagna ai piedi del Col di Lana di cui si distinguono due porzioni: quella settentrionale è poco compatta e vi si trovano edifici recenti o da poco restaurati; l'altra, più a sud, è formata principalmente da vecchi rustici più raccolti. Vi si accede tramite una laterale sinistra della ex SS 48. Dista 6 km dal passo Falzarego e 10 da Pieve di Livinallongo, sede del municipio.
Nel 2001 vi si contavano appena 9 residenti, ma il villaggio tende a popolarsi durante le vacanze. Posta a 1.747 m s. l. m., risulta essere uno dei centri abitati più elevati del comune.  Il nome della frazione è riferito al fatto che qui sorge il Castello di Andraz, le cui maestose rovine sono state di recente restaurate. Castello è anche il punto di partenza di numerosi itinerari escursionistici. Da ricordare la Strada della Vena che raggiunge Colle Santa Lucia passando per delle vecchie miniere di ferro.